# Traité d'Alcañices
Le traité d'Alcañices (espagnol : Tratado de Alcañices, portugais : Tratado de Alcanizes) a été signé le 12 septembre 1297 ,, dans la ville du même nom , par les rois de Portugal, Denis Ier, et de Castille, Ferdinand IV, pour fixer les frontières de leurs royaumes respectifs.
Le traité fait partie d'une stratégie défensive du roi Denis Ier  qui, après avoir signé, fini par retirer son soutien au prétendant à la Couronne de Castille, l'infant Jean de Castille, oncle de Ferdinand IV de Castille .
Grâce à ce traité, la paix est rétablie entre les deux royaumes. En échange des droits portugais sur Aroche  et Aracena , sont définitivement reconnues comme possessions du Portugal :
- Campo Maior
- Olivence (aujourd'hui administrée par l'Espagne) [8]
- Ouguela
- Juromenha [9]
- San Felices de los Gallegos (aujourd'hui administrée par l'Espagne)

En échange des droits portugais sur Ayamonte, Santiago de Alcántara, Herrera de Alcántara et Valencia de Alcántara, ainsi que d'autres lieux des Royaumes de León et de Galice, la possession portugaise des terres de Ribacoa est reconnue . Elle comprend les villages suivants et leurs châteaux respectifs :
- Almeida [11]
- Castelo Bom
- Castelo Melhor
- Colmeal
- Vilar Maior

Il reconnaît également la souveraineté portugaise sur les châteaux castillans suivants occupés par Denis Ier :
- Alfaiates [11]
- Castelo Rodrigo
- Sabugal [11]

Une version du traité, dont une copie en castillan est aujourd'hui déposée à l'Arquivo Nacional da Torre do Tombo, est transcrite par Rui de Pina dans Crónica de El-Rei D. Dinis. Au XIXe siècle, l'original est publié par le Vicomte de Santarém (1846).
Ce traité est l'un des plus anciens au monde, définissant des frontières, encore en vigueur.